# 住吉の御田植

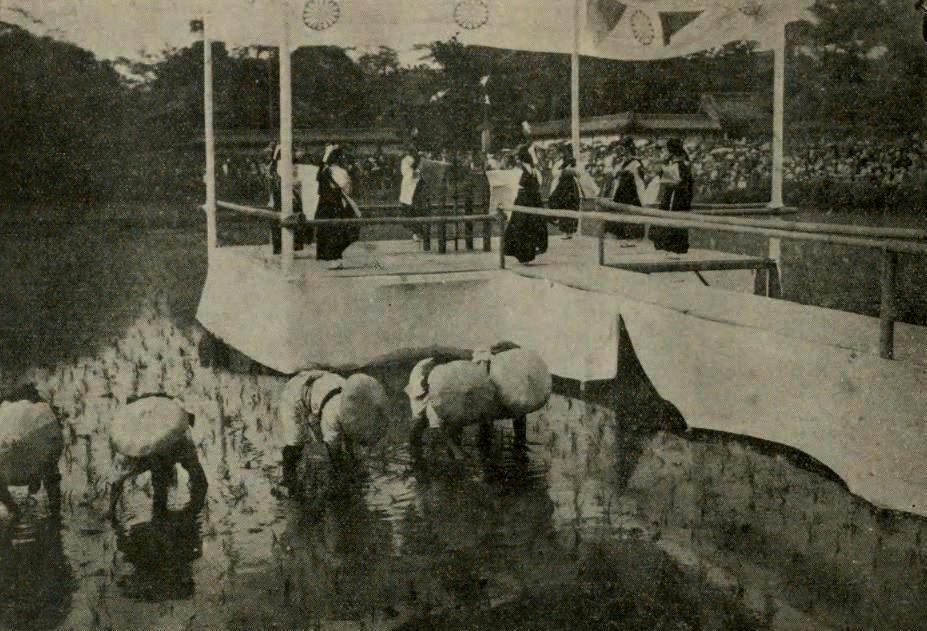
住吉大社御田植神事。

住吉の御田植（すみよしのおたうえ）は、大阪府大阪市住吉区住吉の住吉大社に伝わる民俗芸能の田楽（御田植祭）である。
稲作の歴史始まって以来、田の神をまつる田植行事は日本の全国各地で行われているが、なかでも当社の御田は神功皇后が水田を設けたことに始まるとされ、五穀豊穣に関わる神聖な行事が現在でも厳格に伝承されている。母なる大地に植られたイネの苗には強力な穀霊が宿り、田植えに際して音楽を奏で歌を歌い踊りや舞を演じるのは、水田や植えられる苗に宿る穀物の力を増すためのものと考えられ、穀物が豊かに育ち稲穂が十分に実る秋を迎えるための儀式として、おごそかに執り行われている。  
この御田植は、現在は6月14日に催され、当日の午前、神館で植女や稚児、御稔女らが衣装を改め化粧を施し神酒をいただく粉黛式と戴盃式が行われる。ついで石舞台において神事に奉仕する全員が修祓を受け、第一本宮で神事の奉告祭を行い、楽人、八乙女、御稔女、植女、替植女、稚児、風流武者、住吉踊りの踊子などが行列を整えて御田へ向かう。その後、御神水を御田の四方に注ぎ清め、早苗の授受が行なわれる。植女から替植女に早苗が渡されると田植えがはじまり、その間、舞台と田の畔とで八乙女による田舞、風流武者が紅白に分かれ、陣鐘・太鼓・ほら貝を鳴らしながら六尺棒を打ち合う棒打合戦、長柄の傘を開いて持つ音頭取の歌につれ、菅笠をつけた僧形の子供たちが、団扇を打ちながら傘のまわりを踊りまわる住吉踊など、様々な芸能が奉納される。
1979年（昭和54年）2月3日に重要無形民俗文化財に指定された。